# ワピ

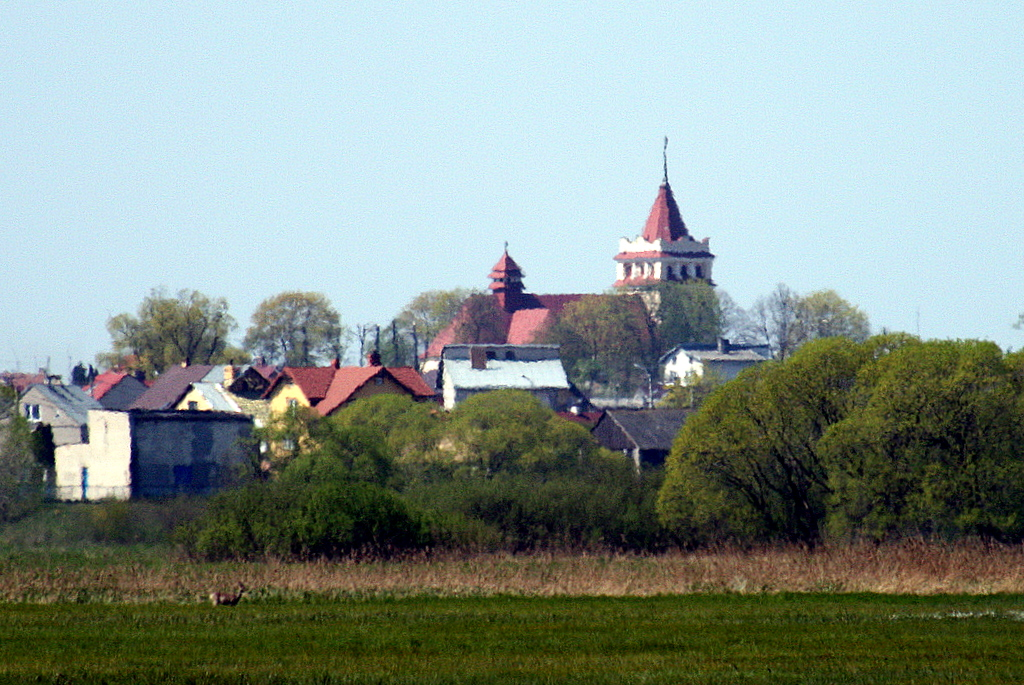
ワピのスカイライン

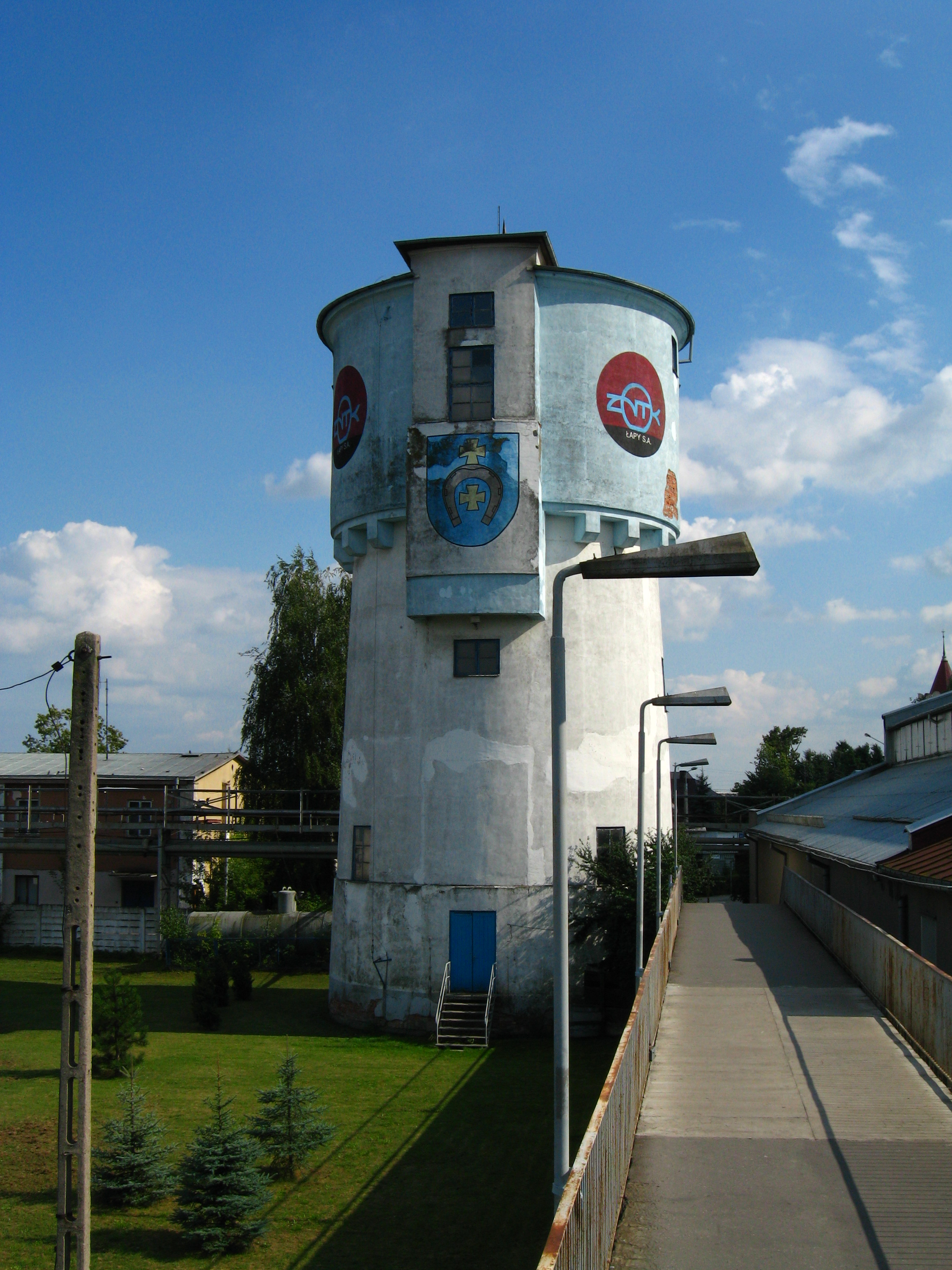
給水塔

ワピ（ポーランド語: Łapy [ˈwapɨ]）は、ポーランド北東部の町である。ナレフ川沿いのポドラシェ県の町である。

## 隣り
ワピはナレフ川とナレフ川国立公園の隣りにある。

## 交通
首都のワルシャワから約160km、県都のビャウィストクから25km離れている。電車で、ビャウィストクまででは20分ぐらいで、ワルシャワまででは2時間ぐらいかかる。

## 人口
- 2010年 - 1万6,049人